# Abraham Luchins
 (juin 2018).
Abraham S. Luchins (né le 8 mars 1914 à Brooklyn et mort le 27 décembre 2005 à Albany) est un psychologue américain spécialiste de la Gestalt psychology ; il utilise cette théorie pour des applications thérapeutiques (Gestalt-therapie).
Il est connu pour être un pionnier, avec sa femme Edith Hirsch Luchins, dans l'étude de l'effet Einstellung.

## Biographie
Abraham S. Luchins est né le 8 mars 1914 à Brooklyn .
Luchins est un étudiant de Max Wertheimer et collabore avec lui de 1936 à 1942.
Luchins enseigne un temps à l'université Yeshiva (New York), l'Université McGill (Montréal), l'université de l'Oregon et l'université de Miami. À partir de 1962, il est professeur de psychologie à l'université d'État de New York à Albany. Il y est professeur émérite à partir de 1984[réf. souhaitée].
En 1993, il devient membre de la Gesellschaft für Gestalttheorie und ihre Anwendungen (de).

## Publications

### Livres
- A Functional Approach To Training In Clinical Psychology. Thomas : Springfield, 1959.
- Group Therapy - A Guide. Random House : New York
- avec Edith H. Luchins
  - Rigidity of Behavior - A Variational Approach to the Effect of Einstellung. University of Oregon Books : Eugene, Oregon, 1959.
  - Logical Foundations of Mathematics for Behavioral Scientists. Holt, Rinehart : New York, 1965.
  - The Search for Factors that Extremize the Autokinetic Effect. Faculty-Student Association : State University of New York at Albany, 1969.
  - Wertheimer's Seminars Revisited : Problem Solving And Thinking, Vols. I, II and III, S.U.N.Y., Albany, 1970.
  - Max Wertheimer's Life and Background : Source Materials, Volumes I and II. Rensselaer Polytechnic Institute, Troy, NY, 1991-1993.

### Articles et chapitres
- Mechanization in problem solving, Psychological Monographs 34, APA : Washington, 1942
- « Introduction to the Einstein-Wertheimer Correspondence », Methodology and Science, Special Einstein Issue, 12, 1979, 165-202.
- avec E.H. Luchins
  - An Introduction to the Origins of Wertheimer's Gestalt Psychology, Gestalt Theory, 4(3-4), 145-171, 1982.
  - Max Wertheimer : His life and work during 1912-1919. Gestalt Theory, 7, 3-28, 1985.
  - Max Wertheimer : 1919-1929. Gestalt Theory, 8, 4-30, 1986a.
  - Wertheimer in Frankfurt : 1929-1933. Gestalt Theory, 8, 205-224, 1986b.
  - Max Wertheimer in America : 1933-1943. Gestalt Theory, 9, 70-101, 1987.
  - The Einstein-Wertheimer Correspondence on Geometric Proofs, The Mathematical Intelligencer, 12(2), pp. 35–43, 1988.